# Karamea lobata
Karamea lobata is een hooiwagen uit de familie Triaenonychidae.